# Чатахучи
Чатахучи (на английски: Chattahoochee) е река в Съединените американски щати.
По нея минава южната половина на границата между щатите Алабама и Джорджия, както и кратък участък от границата на Флорида. Тя е десен приток на сравнително късата река Aпалачикола, която се образува от сливането на реките Чатахучи и Флинт и се влива в залива Aпалачикола на Мексиканския залив. Река Чатахучи е дълга около 430 мили (690км). Чатахучи, Флинт и река Aпалачикола заедно образуват речния басейн Aпалачикола–Чатахучи–Флинт. Чатахучи е най-голямата част от този водосборен басейн.

## Течение
Река Чатахучи извира от планината Джакс Гап, югоизточно от подножието на връх Джакс Кноб, в най-югоизточния ъгъл на окръг Юниън, в южната част на планините Блу Ридж, която е част от Апалачите. Горното ѝ течение протича на юг от планините, които образуват вододела Тенеси Вали. Апалачи Трейл пресича най-горната част от течението на реката.
От извора си в Блу Ридж, Чатахучи тече в югозападна посока до Атланта и неговите предградия. След това продължава на юг, като по в южната си половина служи за естествена граница между щатите Джорджия и Алабама. Преминавайки през редица язовири и изкуствени езера, реката преминава покрай Кълъмбъс, вторият по големина град в Джорджия, и покрай Форт Бенинг.
До Лейк Оливър във Форт Бенинг има алеи за колоездене, каране на ролери и трасета за разходки по 15 мили (24км) покрай брега на реката. Течейки на юг, Чатахучи се слива с Флинт и други притоци и заедно се вливат в езерото Семиноли близо до Бейнбридж. Там заедно образуват река Апалачикола, която тече през западна Флорида. Въпреки че е една и съща река, в тази и част ѝ е дадено друго име, от различни заселници в различни региони по време на колониалния период.

## Етимология и местно име
Смята се, че името Чатахучи произхожда от езика на мускогите, със значение „скали с рисунки“ (или „изрисувани скали“), от чато („скала“) плюс хучи („маркирани, изрисувани“). Това може би се дължи на многото цветни гранити по протежение на реката. Много от тях са образувани в разлома Бривърд.
Местното име на река Чатахучи в Джорджия е „Дъ Хуч“.

## История

### Ранна история
Областта на река Чатахучи е била обитавана още в праисторически времена от индианците, поне от 3000 години. Могилите Коломоки сега са защитени обекти в Историческия парк Коломоки Маундс, намиращ се в непосредствена близост до днешния Блейкли в окръг Еърли в югозападна Джорджия. Могилите са били построени между 350 и 650 г. и са най-големият могилен комплекс в страната.

### Изселване на индианците
Сред историческите индиански народи, племето Чатахучи служи като разделителна линия между мускогите (крики) (на изток) и териториите на племето Чокто (на запад). Съединените щати прогонват коренните американци, за да удовлетворят претенциите си за освобождаване на място за европейско-американското заселване. Чрез серия от договори, принудителното експулсиране на индианците се извършва от 1820 до 1832 г. Мускогите първо са били отстранени от югоизточната страна на реката, а след това и племената чокто от северозападната.

### Американска гражданска война
Чатахучи има голямо стратегическо значение в кампанията за Атланта на Съюза, ръководена от генерал Уилям Текумсе Шърман по време на Американската гражданска война.
Между притоците Проктър Крийк и Никаджек Крийк, на границата между окръзите Коб и Фултън, в метрополията Атланта, е разположен паркът Шуупейдс (Shoupades Park). Името му е игра на думи. По време на Американската гражданска война бригаден генерал Франсис Ашбъри Шууп от Армията на Конфедерацията (южните щати) проектира отбранителна линия от 36 дървено-земни временни форта. Линията става известна като Линията Джонстън Ривър и е заета от армията на Конфедерацията в началото на юли 1864. Тези дървено-земни фортове стават известни под името „шуупейдс“ (shoupades), от името на бригаден генерал Шууп и от палисади (pallisades), названието на дървена крепостна стена.
На 18 юни 1864 г., месец преди битката за Атланта, Шууп говори с Джонстън за изграждане на укрепления. Джонстън се съгласява и Шууп ръководи изграждането на 36 малки насипа и дървени триъгълни укрепления, разположени под формата зъб на трион („sawtooth“), тъй като това са отделни една от друга триъгълни огневи точки. Във военната наука този способ на конструиране на военни укрепления е известен като звездообразни фортификации. При нея страните на фортовете се срещат под остри ъгли, за да се намали излагането им на противниковия огън, като същевременно се увеличава периметъра, покриван от собствения огън и фортовете се прикриват взаимно един друг в мъртвите си точки. Шърман, за да избегне укрепената зона на тези фортови съоръжения, пресича реката на североизток. След войната се запазват девет останали форта на Шууп (по-точно земната им маса), и през ХХ век те са обособени в исторически парк-музей и включени в Националния регистър на историческите места. Днес те са застрашени от застрояването на земята в района.

### Най-новата история
От началото на XIX век започват подобрения и промени по реката с цел да се подобри корабоплаването и доставките. Реката е важна за търговията и превоза на пътници, и е основен транспортен маршрут.
През ХХ век Конгресът на САЩ приема закон (1944 и 1945 г.) за подобряване на навигацията, за търговския трафик по реката, както и за изграждането на ВЕЦ и развлекателни обекти. Предвижда се да се създадат редица езера чрез изграждане на диги и на язовири. При създаването на изкуственото езеро Уолтър Ф. Джордж с площ 46 000 акра става наложително да се евакуират многобройните общности в околността, включително и историческото индианско селище Окетейекони в Джорджия. Езерото е завършено през 1963 г., но поглъща многобройни исторически и праисторически места и селища.
От края на ХХ век неправителствената организация Юпър Чатахучи ривъркийпър се бори за опазване на околната среда и екологията в северната част на реката, в това число и на част от областта на Атланта.

## Промени
Няколкото изкуствени езера, Лейниър, Уолтър Ф. Джордж, Уест Пойнт, и Джордж Андрюс са под контрола на Американския армейски корпус на инженерите. Язовирите и изкуствените водоеми са разработени след законови наредби на Конгреса в средата на 1940-те години за борба с наводненията, битовите и промишлените води, хидроенергетика, отдих, както и подобрена навигация за речните баржи. Езерата са завършени през 1963 година. Много исторически и праисторически паметници са били погълнати от тях, включително Oкетейекони, Джорджия.
Компанията Джорджия Пауър също е собственик на няколко язовира по протежение на средната част на реката (в района на Кълъмбъс) между Уест Пойнт и езерото Уолтър Ф. Джордж. Няколко малки и големи езера и язовири предоставят тези услуги в много по-малки и по-локализирани мащаби. Те включват Бул Слайс Лейк с язовира Морган Фолс. Този язовир е построен от Компанията Джорджия Рейлуей енд Пауър през 1902 г., за да осигури електричество за трамвайната система на Атланта, която отдавна е заменена с други видове транспорт.

## Притоци
Притоците на река Чатахучи са изброени заедно с окръзите, в които се намират. Списъкът е непълен.
- Дюкс Крийк (Уайт)
- Смит Крийк (Уайт)
- Чикамауга Крийк (Уайт)
- Блу Крийк (Уайт)
- Уайт Крийк (Уайт)
- Моси Крийк (Уайт)
- Еймис Крийк (Хейбършам)
- Соко Ривър (Хейбършам)
- Мъд Крийк (Хейбършам и Хол)
- Флат Крийк (Уайт и Хол)
- Биг Крийк (Хол)
- Сикс Майл Крийк (Форсайт)
- Джеймс Крийк (Форсайт)
- Джонс Крийк (Форсайт и Фултън)
- Балд Ридж Крийк (Форсайт)
- Одри Майл Крийк (Фултън)
- Крукед Крийк (Декалб)
- Юнг Диър Крийк (Форсайт)
- Фоур майл Крийк (Форсайт)
- Дик Крийк (Форсайт)
- Левъл Крийк (Гуинет)
- Хоу Крийк (Форсайт)
- Тумайл Крийк (Форсайт)
- Шоул Крийк (Гуинет и Хол)
- Суони Крийк (Гуинет)
- Брюши Крийк (Гуинет)
- Ричланд Крийк (Гуинет)
- Роджърс Крийк (Гуинет)
- Мейвърн Крийк (Фултън)
- Oлд Майл Крийк (Фултън)
- Викъри Крийк (Форсайт и Фултън)
- Уайлео Крийк (На границата между Коб и Фултън)
- Бол Майл Крийк (Декалб и Фултън)
- Бийч Крийк (Фултън)
- Съмърбрук Крийк (Фултън)
- Маунтън Хелт Крийк (Фултън)
- Ароухед Крийк (Коб)
- Мълбъри Крийк (Коб)
- Нанси Крийк (Декалб и Фултън)
- Нанибери Крийк (Коб)
- Никаджак Крийк (Коб)
- Оул Крийк (Коб)
- Ротънууд Крийк (Коб)
- Соп Крийк (Коб)
- Tраут Лили Крийк (Коб)
- Пийчтрий Крийк (Фултън)
- Проктър Крийк (Фултън)
- Кабин Крийк (Фултън)
- Камп Крийк (Фултън)
- Чарлис Трапинг Крийк (Фултън)
- Крукед Крийк (Фултън и Гуинет)
- Дог Ривър (Дъглас)
- Хюлет Крийк (Фултън)
- Лонг Айлънд Крийк (Фултън)
- Марш Крийк (Фултън)
- Уайтуотър Крийк (Фултън)
- Санди Крийк (Фултън)
- Суитуотър Крийк (Коб, Дъглас и Полдинг)
- Пий Крийк (Фултън)
- Пайн Крийк (Фултън)
- Дийп Крийк (Фултън)
- Mайл Бранч (Фултън)
- Брук Бранч (Фултън)
- Aниуаки Крийк (Дъглас)
- Баскет Крийк (Дъглас)
- Беър Крийк (Дъглас)
- Беър Крийк (Фултън)
- Tъгъл Крийк (Фултън)
- Уайт Оук Крийк (Фултън)
- Tърки Крийк (Фултън)
- Гилбъртс Бранч (Дъглас)
- Хърикейн Крийк (Керъл и Дъглас)
- Улф Крийк (Керъл)
- Снейк Крийк (Керъл)
- Уаху Крийк (Ковета)
- Mълбъри Крийк (Харис и Толбът)
- Патаула Крийк (Клей, Куитман, Рандолф и Стюарт)
- Бул Крийк (Мъскоги)
- Упатоа Крийк (на границата Чатахучи/Мъскоги и на границата Марион/Толбът)
- Омуси Крийк (Хюстън, Aлабама)